# Flüssigkeitsstrahl

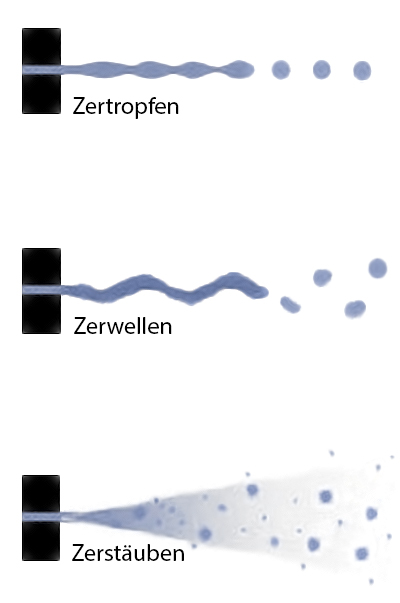
Schematische Darstellung der Zerfallsbereiche

Als Flüssigkeitsstrahl bezeichnet man einen aus einer Flüssigkeit bestehenden gerichteten Materiestrahl. Flüssigkeitsstrahlen kommen in verschiedenen Formen vor, z. B. kontinuierliche Strahlen, Tröpfchenstrahlen oder Sprays.

## Kontinuierliche Flüssigkeitsstrahlen
Unter einem kontinuierlichen Flüssigkeitsstrahl versteht man eine zylindrische Flüssigkeitssäule, die sich entlang der zylindrischen Achse bewegt. Solch ein Strahl kann beispielsweise dadurch erzeugt werden, dass eine Flüssigkeit gezwungen wird durch eine zylindrische Öffnung mit dem Durchmesser {\displaystyle d_{0}} auszutreten. Vorausgesetzt die Austrittsgeschwindigkeit der Flüssigkeit {\displaystyle v} liegt oberhalb der minimalen Austrittsgeschwindigkeit {\displaystyle v_{\mathrm {min} }} bildet sich ein kontinuierlicher Flüssigkeitsstrahl.
{\displaystyle v>v_{\mathrm {min} }=2\cdot {\sqrt {\frac {\sigma }{r_{\mathrm {jet} }\cdot \rho }}}}
| {\displaystyle \sigma }            | {\displaystyle :=} | Oberflächenspannung {\displaystyle \mathrm {[N/m]} } |
| {\displaystyle r_{\mathrm {jet} }} | {\displaystyle :=} | Strahlradius {\displaystyle \mathrm {[m]} }          |
| {\displaystyle \rho }              | {\displaystyle :=} | Dichte {\displaystyle \mathrm {[kg/m^{3}]} }         |
Diese minimale Austrittsgeschwindigkeit {\displaystyle v_{\mathrm {min} }} für die Erzeugung eines kontinuierlichen Flüssigkeitsstrahl ergibt sich aus der Energiebilanz zwischen der Energie, die für die ständige Neubildung der Strahloberfläche nötig ist (Oberflächenenergie), und der kinetischen Energie des Strahls. Unterhalb der minimalen Austrittsgeschwindigkeit kommt es direkt zum Abtropfen der Flüssigkeit.
Der Durchmesser des erzeugten Flüssigkeitsstrahls {\displaystyle d_{\mathrm {jet} }} unterscheidet sich in der Regel vom Durchmesser der Öffnung/Düse {\displaystyle d_{0}} aufgrund der Relaxation des Strahlprofils. Für laminare Strahlen mit einer Reynolds-Zahl {\displaystyle Re>16} nimmt der Strahldurchmesser {\displaystyle d_{\mathrm {jet} }} ab, während er für {\displaystyle Re<16} zunimmt.

## Strahlzerfall von kontinuierlichen Strahlen

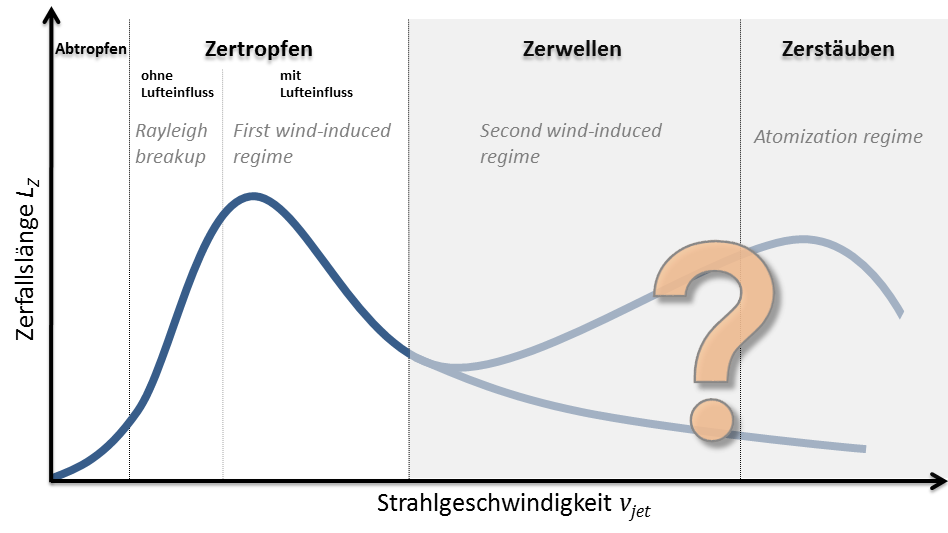
Die Zerfallsbereiche eines kontinuierlichen Flüssigkeitsstrahls im Diagramm der Zerfallslänge abhängig von der Strahlgeschwindigkeit. Kompliziert und teilweise unklar sind die Bereiche des Zerwellens und Zerstäubens.

Ein kontinuierlicher Flüssigkeitsstrahl ist gegenüber natürlichen und künstlichen Störungen instabil und zerfällt nach einer bestimmten Zerfallszeit {\displaystyle t_{\mathrm {Z} }}. Der Abstand des Zerfallspunktes zur Düse, genannt Zerfallslänge {\displaystyle L_{\mathrm {Z} }}, hängt demnach von der Zerfallszeit {\displaystyle t_{\mathrm {Z} }} und der Strahlgeschwindigkeit {\displaystyle v_{\mathrm {jet} }} ab. Die Art des Zerfalls hängt von den Stoffeigenschaften der Flüssigkeit, den Strömungsbedingungen in und nach der Düse als auch vom umgebenden Fluid ab. Den Zerfall des kontinuierlichen Flüssigkeitsstrahl bezeichnet man als primären Zerfall. Im Gegensatz dazu bezeichnet man den Zerfall der dabei entstandenen Fragmente (z. B. Tröpfchen) als sekundären Zerfall, dieser kann sich solange wiederholen, bis die Fragmente einen stabilen Zustand erreicht haben. Der primäre Zerfall wird von Ohnesorge und von Haenlein in verschiedene Zerfallsbereiche eingeteilt:
- Abtropfen: Langsames Abtropfen von der Düse, ohne dass es zur Bildung eines kontinuierlichen Strahls kommt.
- Zertropfen: Zerfall eines zylindrischen Strahls aufgrund achsensymmetrischer Oberflächenschwingungen. Dieser Bereich wird von Haenlein zusätzlich in die Bereiche „Zertropfen ohne Lufteinfluss“ und „Zertropfen mit Lufteinfluss“ eingeteilt.
- Zerwellen: Zerfall aufgrund schraubensymmetrischer Schwingungen der Strahlmasse.
- Zerstäuben: Zerstäubung des Strahls.

In der englischsprachigen Literatur findet man die Einteilung der Zerfallsbereiche in die Bereiche Rayleigh breakup, first wind-induced regime, second wind-induced regime und atomization regime. Diese Einteilung folgt der Einteilung, die bereits Ohnesorge und Haenlein getroffenen haben, jedoch wird hier durch die Begriffswahl wind-induced die Bedeutung des umgebenden Fluids hervorgehoben (siehe Bild Zerfallsbereiche: Zerfallslänge vs. Strahlgeschwindigkeit).

### Zertropfen

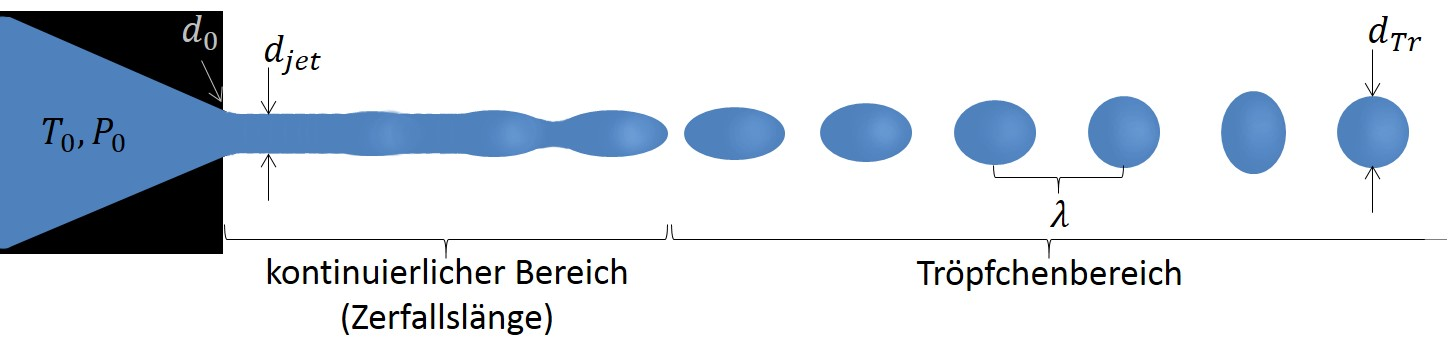
Schematische Darstellung eines zertropfenden Flüssigkeitsstrahls im Bereich des Zertropfens

Beim Zertropfen zerfällt der kontinuierliche Flüssigkeitsstrahl zu einem Tröpfchenstrahl (etwa bei einem auch als Tröpfchenstrahl-Drucker bezeichneten Tintenstrahldrucker), bestehend aus Tropfen mit einem Durchmesser in der Größenordnung des Strahldurchmessers. Der Strahlzerfall zeichnet sich hierbei durch axialsymmetrische Störungen aus, die den Strahlaufbruch zu Tropfen bedingen. Dieser Zerfallsbereich unterteilt sich noch in die Bereiche Rayleigh breakup („Ohne Lufteinfluss“ bei Haenlein) und first wind-induced regime („Mit Lufteinfluss“ bei Haenlein).

#### Ohne Umgebungs-/Lufteinfluss (Rayleigh breakup)
Der Bereich „Rayleigh breakup“ ist nach Lord Rayleigh benannt, der als Erstes eine umfassende mathematische Beschreibung des Phänomens lieferte. In diesem Bereich wachsen anfänglich kleine Störungen der Strahloberfläche, getrieben von der Oberflächenspannung, bis zum Strahlradius {\displaystyle r_{\mathrm {jet} }} an und führen dadurch zur Ablösung eines Tropfens vom kontinuierlichen Strahl. Da bereits Joseph Antoine Ferdinand Plateau eine Stabilitätsgrenze für diese Art des Strahlszerfalls identifiziert hatte, wird diese Instabilität des Strahls Plateau-Rayleigh-Instabilität genannt. Eine Wechselwirkung mit dem umgebenden Gas spielt hier keine Rolle.
Lord Rayleigh vereinfacht für seine theoretische Betrachtung das Problem, indem er die Viskosität, die Gravitation und das Umgebungsfluid außer Acht lässt und zudem einen unendlich langen zylindrischen Strahl annimmt. Es gelingt ihm die Wachstumsraten der Störungen in Abhängigkeit ihrer Wellenlänge zu berechnen. Donnelly & Glaberson, die die Wachstumsraten experimentell untersuchen, finden eine gute Übereinstimmung ihrer experimentellen Ergebnisse mit Rayleighs Wachstumsraten. Für die am schnellsten wachsende Störung bestimmt Rayleigh für nichtviskose Strahlen die optimale Wellenlänge {\displaystyle \lambda _{\mathrm {opt,Rayl} }} und die zugehörige optimale Wachstumsrate {\displaystyle \mu _{\mathrm {opt,Rayl} }} wie folgt:
{\displaystyle \lambda _{\mathrm {opt,Rayl} }=4{,}51\cdot 2\cdot r_{\mathrm {jet} }}
{\displaystyle \mu _{\mathrm {opt,Rayl} }=0{,}97\cdot {\sqrt {\frac {\sigma }{8\cdot \rho \cdot r_{\mathrm {jet} }^{3}}}}}
Rayleigh untersucht den Fall eines viskosen Strahls ebenfalls, kommt jedoch zu einer unpraktikabelen, komplizierten Lösung. Erst Weber findet eine praktikablere Lösung für den Zerfall eines viskosen Strahls. So findet er für die optimale Wellenlänge {\displaystyle \lambda _{\mathrm {opt,We} }} eines viskosen Strahls folgende Beziehung:
{\displaystyle \lambda _{\mathrm {opt,We} }={\sqrt {8}}\cdot \pi \cdot r_{\mathrm {jet} }\cdot {\sqrt {1+{\frac {3\cdot \eta _{\mathrm {fl} }}{\sqrt {2\cdot \rho _{\mathrm {fl} }\cdot r_{\mathrm {jet} }\cdot \sigma }}}}}={\sqrt {8}}\cdot \pi \cdot r_{\mathrm {jet} }\cdot {\sqrt {1+3\cdot Oh}}}
| {\displaystyle \eta _{\mathrm {fl} }} | {\displaystyle :=} | Viskosität {\displaystyle \mathrm {[Pa\cdot s]} }    |
| {\displaystyle \rho _{\mathrm {fl} }} | {\displaystyle :=} | Dichte {\displaystyle \mathrm {[kg/m^{3}]} }         |
| {\displaystyle \sigma }               | {\displaystyle :=} | Oberflächenspannung {\displaystyle \mathrm {[N/m]} } |
| {\displaystyle Oh}                    | {\displaystyle :=} | Ohnesorge-Zahl                                       |
Für die entsprechende Wachstumsrate {\displaystyle \mu _{\mathrm {opt,We} }} eines viskosen Strahls der optimalen Wellenlänge gilt nach Weber:
{\displaystyle \mu _{\mathrm {opt,We} }={\frac {1}{{\sqrt {\frac {8\cdot \rho }{\sigma }}}\cdot r_{\mathrm {jet} }^{\frac {3}{2}}+{\frac {6\cdot \eta }{\sigma }}\cdot r_{\mathrm {jet} }}}}
Man ersieht aus der Formel, dass mit zunehmender Viskosität die optimale Wachstumsrate abnimmt, während aus der vorherigen Formel hervorgeht, dass mit zunehmender Viskosität die optimale Wellenlänge zunimmt.
Rayleighs und Webers Ansätze gelten nicht mehr in der Nähe des Zerfallspunktes, da dort die Annahme von kleinen Störungen nicht mehr zutreffend ist. Aus diesem Grund können Phänomene wie die Satellitentropfen mit diesen Ansätzen nicht erklärt werden, hierfür müssen nichtlineare Modelle herangezogen werden.
Die Zerfallslänge des Strahls {\displaystyle L_{\mathrm {th} }} (theoretische Zerfallslänge) ergibt sich aus der Zerfallszeit {\displaystyle T_{\mathrm {th} }} (theoretische Zerfallszeit) und der Strahlgeschwindigkeit {\displaystyle v_{\mathrm {jet} }}. Wobei für die Zerfallszeit nach Weber das Folgende gilt:
{\displaystyle T_{\mathrm {th} }={\frac {1}{\mu _{\mathrm {opt} }}}\cdot \ln \left({\frac {r_{\mathrm {jet} }}{\delta _{0}}}\right)}
Und somit:
{\displaystyle L_{\mathrm {th} }=T_{\mathrm {th} }\cdot v_{\mathrm {jet} }={\frac {v_{\mathrm {jet} }}{\mu _{\mathrm {opt} }}}\cdot \ln \left({\frac {r_{\mathrm {jet} }}{\delta _{0}}}\right)}
Wie aus der Formel hervorgeht, nimmt die Zerfallslänge in diesem Bereich linear mit der Strahlgeschwindigkeit zu. {\displaystyle \delta _{0}} bezeichnet die anfängliche Störamplitude und ist in der Regel nicht bekannt. Sie lässt sich aber anhand der oberen Formel aus der Filamentlänge bestimmen. Meistens wird in Publikationen jedoch nicht {\displaystyle \delta _{0}} angegeben, sondern das logarithmische Verhältnis {\displaystyle \ln \left(r_{\mathrm {jet} }/\delta _{0}\right)}. Weber bestimmt aus Haenleins Daten für dieses Verhältnis einen Wert von 12. Grant & Middleman zeigen, dass das Verhältnis {\displaystyle \ln \left(r_{\mathrm {jet} }/\delta _{0}\right)} von der Ohnesorge-Zahl abhängig sein muss, und geben für ihre Daten folgende Beziehung an:
{\displaystyle \ln \left({\frac {r_{\mathrm {jet} }}{\delta _{0}}}\right)=-2{,}66\cdot \ln(Oh)+7{,}68}
Aus dieser Beziehung geht hervor, dass für kleine Strahlradien und damit einhergehend eine größere Ohnesorge-Zahl die anfängliche Störamplitude zunehmen muss. Da natürlichen Störungen bezüglich ihrer Wellenlänge und Amplitude Schwankungen unterliegen, schwankt auch die natürliche Zerfallslänge und die Größe der entstehenden Tropfen um einen Mittelwert.
Wenn kein Umgebungsgas vorhanden ist, erweitert sich dieser Zerfallsbereich zu höheren Reynolds-Zahlen, da die Wechselwirkung mit dem Umgebungsgas wegfällt. Zu höheren Reynolds-Zahlen nimmt aber der Einfluss der internen Störungen zu (z. B. Relaxation des Strahlprofils, Kavitation und Turbulenz), die zu einer Abweichung von der linear zunehmenden Zerfallszeit führen können.

#### Mit Umgebungs-/Lufteinfluss (first wind-induced regime)
Ab einer gewissen kritischen Strahlgeschwindigkeit {\displaystyle v_{\mathrm {kr} }} wächst die Zerfallslänge nicht mehr linear mit {\displaystyle v_{\mathrm {jet} }}, erreicht bei {\displaystyle v^{*}} bzw. {\displaystyle Re^{*}} ein Maximum und fällt anschließend ab. Haenlein erklärt das mit dem Einfluss des umgebenden Gases (Luft). Er nahm an, dass sich die Luft über dem Wellenberg schneller bewegt als über dem Wellental und dadurch unterschiedliche Druckgebiete entstehen, die zu einer Verstärkung der Wellenbewegung und der Einschnürung führen. Weber betrachtet, unter Zuhilfenahme der experimentellen Arbeit von Haenlein, den Einfluss des Umgebungsgases von der theoretischen Seite. Er zeigt, dass bei zunehmender Umgebungsgasdichte die Wachstumsraten für die Störungen zunehmen und sich die optimale Wellenlänge zu kleineren Werten verschiebt. Andere Arbeiten scheinen aber zu zeigen, dass der Einfluss des Umgebungsgases für die Ausbildung des Maximums nicht in dem Maße beiträgt, wie es Haenlein und Weber annehmen.
Smith & Moss haben bereits früher durch die Verwendung einer Düse mit sehr kleinem {\displaystyle l_{0}/d_{0}}-Verhältnis beobachtet, dass das Maximum sich erst bei deutlich höheren Reynolds-Zahlen ausbildet, als bei den üblich von ihnen verwendeten Düsen mit gleichem Düsenradius. Diese üblicherweise verwendeten Düsen bestehen aus einem sich verengenden Glasröhrchen mit zylindrischem Austritt, während die Düse mit sehr kleinem {\displaystyle l_{0}/d_{0}}-Verhältnis aus einem Loch in einer dünnen Metallplatte besteht. Als Ursache für das frühere Auftreten des Maximums bei ihren Glasdüsen vermuten sie, dass aufgrund einer stärkeren Relaxation des Geschwindigkeitsprofils Turbulenzen erzeugt werden (siehe Abschnitt 2.1.4). Bei McCarthy & Molloy finden weitere Arbeiten Erwähnung, die zu ähnlichen Ergebnissen kommen wie Smith & Moss. Sterling & Schleicher analysieren experimentelle Daten von Strahlen, bei denen eine Relaxation des Strahlprofils vermindert ist (Düsen mit {\displaystyle l_{0}/d_{0}<0{,}5}), um den Umstand zu bereinigen, dass Webers Theorie den Einfluss des Umgebungsgases überbewertet. Sie betrachten dazu auch die experimentellen Daten von Fenn und Middleman, die eine Abhängigkeit von der Viskosität des Umgebungsgases festgestellt haben. Es gelingt Sterling & Schleicher schließlich durch Miteinbeziehung der Viskosität des Umgebungsgases eine entsprechende modifizierte Weber-Theorie zu formulieren, die gut mit den experimentellen Daten zusammenpasst, vorausgesetzt, dass die Relaxation des Strahlprofils nicht dominant wird.
Fenn und Middleman bestimmen für das Umgebungsgas eine kritische Weber-Zahl {\displaystyle We_{\mathrm {kr} }(=5{,}3)}, unterhalb welcher der Flüssigkeitsstrahl keine Effekte aufweist, die durch das vorhandene Umgebungsgas hervorgerufen werden können. Für die Bestimmung dieser kritischen Weberzahl {\displaystyle We_{\mathrm {kr} }} untersuchen sie, ab welcher kritischen Geschwindigkeit {\displaystyle v_{\mathrm {kr} }} die Beziehung von Strahllänge und -geschwindigkeit ihre lineare Abhängigkeit verliert.
{\displaystyle We_{\mathrm {kr} }={\frac {\rho _{\mathrm {gas} }\cdot v_{\mathrm {kr} }^{2}\cdot d_{\mathrm {jet} }}{\sigma }}}
Sterling & Schleicher finden eine Abhängigkeit der kritischen Weber-Zahl von der Ohnesorge-Zahl. Ein Fit ihrer Daten liefert folgende Beziehung:
{\displaystyle We_{\mathrm {kr,SS} }=1{,}14+3{,}67\cdot Oh^{0{,}87}}
Daraus folgt, dass der Einfluss durch das Umgebungsgas für kleinere Düsendurchmesser oder eine höhere Viskosität der Flüssigkeit erst bei höheren Strahlgeschwindigkeiten einsetzt.
Der natürliche Strahlzerfall erzeugt in diesem Bereich (Mit Umgebungseinfluss) wegen der kürzeren optimalen Wellenlänge kleinere Tröpfchen als im Vergleich zum Zertropfen ohne Umgebungseinfluss, jedoch immer noch in der Größenordnung des Strahldurchmessers. Zudem ist die Größenverteilung der Tropfen, die aus dem natürlichen Aufbruch hervorgehen, hier breiter und zusätzlich kommt es vermehrt zur Bildung von Satellitentropfen. Es können hier bereits manchmal wellenartige Störungen beobachtet werden, sie dominieren jedoch noch nicht den Zerfallsmechanismus.

#### Satellitentropfen
Neben den Haupttropfen, die aus der Störwellenlänge hervorgehen, entstehen beim angeregten Zertropfen unter Umständen kleinere Tropfen, die zwischen diesen Haupttropfen liegen und Satellitentropfen genannt werden. Ihre Entstehung geht auf nichtlineare Instabilitäten zurück. Es existiert eine Vielzahl an Arbeiten, die sich mit nichtlinearen Modellen zum Strahlaufbruch beschäftigen, auf die hier jedoch nicht im Detail eingegangen wird.
Bei der Betrachtung nichtlinearer Instabilitäten stellt man fest, dass es auch höhere Harmonische der anfänglichen Störung gibt, die jedoch erst sehr kurz vor der Zerfallsstelle signifikant werden. Sie können zur Bildung von Bändern zwischen den Ausbauchungen führen. Diese Bänder ziehen sich dann zu den Satellitentropfen zusammen, wobei aus den Bändern mehr als ein Satellitentropfen hervorgehen kann. Die Größe der Satellitentropfen hängt bei fester, anfänglicher Störamplitude von der Ohnesorge-Zahl, der Reynolds-Zahl und der Wellenlänge ab. Für Oh>0,1 nimmt die Satellitengröße mit kleiner werdender Reynolds-Zahl ab. Für Oh<0,1 hat die Reynolds-Zahl auf die Satellitengröße jedoch keinen wesentlichen Einfluss mehr. Man beobachtet auch, dass die Satelliten und die Haupttropfen kleiner werden, wenn die Wellenlänge abnimmt, wobei die Größenänderung bei den Satelliten stärker ausfällt (siehe Bild 2.6 mittig). Aus der nichtlinearen Betrachtung ergibt sich, dass das Maximum der Wachstumsrate bei Ohnesorge-Zahlen unterhalb eines Wertes von etwa 1 zu kleineren Wellenlängen (größere Wellenzahlen) verschoben ist (siehe Bild 2.6 links). Es findet sich auch ein Bereich abhängig von der Ohnesorge-Zahl, der Wellenlänge und der anfänglichen Störamplitude, in dem keine Satelliten entstehen (siehe Bild 2.6 rechts).
In der Anwendung sind die Satellitentropfen oft unerwünscht. Wenn sie nach ihrer Entstehung nicht von selbst mit dem vorderen oder hinteren Haupttropfen verschmelzen, gibt es verschiedene Ansätze, um Satellitentropfen zu vermeiden. Man kann zum einen versuchen direkt die Entstehung der Satelliten zu vermeiden, zum anderen kann probiert werden, die entstandenen Satelliten dazu zu bringen mit den Haupttropfen zu verschmelzen und schließlich besteht auch noch die Möglichkeit die unerwünschten Tropfen aufzuladen und abzulenken. Um die Entstehung zu vermeiden oder die Satelliten verschmelzen zu lassen, kann eine Störung mit einer komplexeren Wellenform angelegt werden. Beispielsweise kann eine modulierte Geschwindigkeitsstörung, bestehend aus zwei Frequenzen (der ersten und dritten Harmonischen) bei einem bestimmten Verhältnis der anfänglichen Störamplitude dieser zwei Frequenzen, die Satellitenbildung verhindern. Modulierte Störungen können auch genutzt werden, um ein Verschmelzen zu fördern. Bei mono-chromatischen Störungen kann es auch zu einem Verschmelzen kommen, jedoch beschleunigen modulierte Störungen diesen Vorgang. Vassallo et al. fanden, dass bei gleichem Verhältnis von {\displaystyle \lambda /d_{\mathrm {jet} }} und gleicher Weber-Zahl, aber kleineren Düsendurchmesser, der Bereich, bei dem keine Satelliten entstehen oder sofort mit dem Haupttropfen verschmelzen, größer ist. Auch fanden sie, dass oberhalb einer bestimmten Störamplitude keine stabilen Satelliten mehr beobachtet werden. In Bild 2.5 sind Beispiele für eine auf verschiedene Weise angeregten Tröpfchenstrahl zu sehen.

#### Angeregtes Zerfallen
Ein natürlich zertropfender Flüssigkeitsstrahl erzeugt in der Regel verschieden große Tropfen mit unterschiedlichen Zwischenabständen. Für die Anwendung ist jedoch ein gleichförmiger Tröpfchenstrahl, d. h. mit konstanter Tropfengröße, konstanten Zwischenabständen und konstanter Geschwindigkeit, entscheidend. Die konstante Geschwindigkeit kann durch einen konstanten Düsendruck {\displaystyle P_{0}} erreicht werden. Um eine konstante Tropfengröße und einen konstanten Tropfenabstand zu erreichen, können die natürlichen Störungen durch eine künstliche, äußere Störung überlagert werden. Bereits Savart beobachtet, dass von außen angelegte Vibrationen einen Einfluss auf einen Flüssigkeitsstrahl und dessen Zerfall haben. Eine der ersten Apparaturen, die eine vibrierende Düse (Glaskapillarrohr) nutzen, stammt von Dimmock. Später nutzen Schneider & Hendricks einen piezoelektrischen Schwingungsgeber, um eine mechanische Schwingung axial auf ihre Düse (Kapillarrohr) zu geben.
Es gibt verschiedene Methoden wie eine äußere Störung dem Strahl aufgezwungen werden kann, z. B.
- durch eine schwingende Fläche innerhalb des Flüssigkeitsvolumens der Düse;
- durch das zum Schwingen angeregte Blendenblättchen, das gleichzeitig als Düse dient[23];
- durch das Induzieren von akustischen Wellen mittels eines Lautsprechers[24].
- oder die Störung wird erst nach der Erzeugung des Strahls angelegt, z. B. durch eine schwingende Nadel, die mit ihrer Spitze den Strahl leicht berührt[24].

Heutzutage wird meistens ein Piezoelement verwendet, welches am Düsenkörper angebracht wird. Das Piezoelement generiert aufgrund des inversen piezoelektrischen Effekts aus einer angelegten elektrischen Schwingung eine mechanische Schwingung, die wiederum die Störung des Strahls bedingt. Es liegt nahe als Anregungsfrequenz die Frequenz {\displaystyle f} zu wählen, die eine Störung mit der Wellenlänge erzeugt, die am schnellsten wächst (2.5). Daraus folgt das für eine gegebene Flüssigkeit:
{\displaystyle f=v_{\mathrm {jet} }/\lambda _{\mathrm {opt} }}
für
{\displaystyle \lambda _{\mathrm {opt} }=\lambda _{\mathrm {opt,Rayl} }\Rightarrow f\sim v_{\mathrm {jet} }/r_{\mathrm {jet} }}
Es muss also die Anregungsfrequenz zunehmen, wenn die Strahlgeschwindigkeit zunimmt oder der Strahlradius abnimmt. Dies gilt auch, wenn die optimale Wellenlänge nach Weber statt nach Rayleigh verwendet wird, jedoch ist die Proportionalität der Frequenz zum Strahldurchmesser eine Andere.
In der Literatur finden sich ähnliche Angaben für die Lage des Wellenlängenbereiches, bei dem ein gleichförmiger Tröpfchenstrahl entsteht. Die Unterschiede in den Angaben liegen hauptsächlich in der Breite des Bereiches. Der Kleinste liegt bei {\displaystyle 3{,}2<\lambda /d_{\mathrm {jet} }<6{,}7}, der Größte bei {\displaystyle 4{,}2<\lambda /d_{\mathrm {jet} }<15{,}7}. Brenn et al. zeigen, dass beide Grenzen kleiner werden, wenn die Strömungsgeschwindigkeit zunimmt, wobei die untere Grenze stärker abnimmt. Sie beobachten auch, dass der Bereich größer wird für kleinere Düsen, wobei dies nur durch das Kleinerwerden der unteren Grenze erfolgt. Laut Berglund ist der Strahl nicht mehr gleichförmig (es bilden sich z. B. Satelliten), wenn die Wellenlänge zu groß ist und für zu kleine Wellenlängen scheint die Anregung keinen Effekt mehr auf den Strahl zu haben. Auch zeigt er, dass bei abnehmender Störamplitude der Wellenlängenbereich schrumpft. Vassallo & Ashgniz untersuchen experimentell wie sich das Zertropfen angeregter Wasserstrahlen ( {\displaystyle d_{\mathrm {jet} }=}120–620 µm) bei verschiedenen Wellenlängen unterscheidet. Sie finden vier Bereiche, die durch das Verhältnis der Wellenlänge zum Strahldurchmesser definiert sind: Für {\displaystyle \lambda /d_{\mathrm {jet} }<3} erfolgt ein unregelmäßiger Strahlzerfall, für {\displaystyle 3<\lambda /d_{\mathrm {jet} }<5{,}5} ein regelmäßiger Aufbruch ohne Satelliten, für {\displaystyle 5{,}5<\lambda /d_{\mathrm {jet} }<11} ein regelmäßiger Aufbruch mit Satelliten, die stabil sind oder mit den Haupttropfen verschmelzen (dies ist abhängig von der Störamplitude), für {\displaystyle 11<\lambda /d_{\mathrm {jet} }} regelmäßiger Aufbruch, jedoch besteht hier jede Periode aus mehr als einem Tropfen, diese können gleich groß oder unterschiedlich groß sein. Sie erwähnen auch, dass der 2. Bereich {\displaystyle 3<\lambda /d_{\mathrm {jet} }<5{,}5} für kleine Strahldurchmesser breiter ist, weil es bei kleiner werdenden Strahldurchmessern unwahrscheinlicher wird, dass sich ein Satellitentropfen vom Filament ablöst.

### Zerwellen
Wird die Strömungsgeschwindigkeit bei gegebener Umgebungsgasdichte noch weiter gesteigert, führt der verstärkte Einfluss des Umgebungsgases zum Zerwellen, das heißt, dass nun wellenartige Störungen dominieren. Hierbei ändert sich der Strahlquerschnitt nicht, stattdessen kommt es zu kleinen Auslenkungen aus der Strahlachse. Bei viskosen Strahlen führt dies zu einem wellenartigen Erscheinungsbild. Hingegen kommt es bei schwachviskosen Strahlen zu keiner starken Ausprägung dieses wellenartigen Erscheinungsbildes, stattdessen werden kleinere Flüssigkeitsteilchen abgeschleudert, die einen kegelförmigen Mantel um den Strahl bilden.
Die Oberflächenspannung wirkt dem Zerwellen entgegen, da diese versucht den Strahl in die ursprüngliche Lage mit der geringsten Oberfläche zurückzuführen. Das Spektrum der Störungen, die hier zu einem Zerfall führen, ist größer, so dass die Größenverteilung der Tropfen bzw. Fragmente breiter wird als beim Zertropfen unter Umgebungseinfluss. Der Zerfall des kontinuierlichen Strahls führt hier nicht ausschließlich zur Bildung von Tropfen, es können sich auch längere Fragmente ablösen. Die Verwendung kurzer Düsen kann hier zu einer Vergrößerung der Zerfallslänge führen.

### Zerstäubung
Beim Zerstäuben wird der kontinuierliche Strahl vollkommen aufgelöst. Es entstehen Tropfen, die viel kleiner sind als der Strahldurchmesser und die Größenverteilung der Tropfen ist sehr breit. Der Ort der Zerstäubung kann bis an den Düsenausgang heranreichen, so dass sich erst gar kein kontinuierlicher Flüssigkeitsstrahl bildet, und meistens ist eine deutliche Divergenz ab dem Ort des Zerfalls zu beobachten. Ursachen für die Zerstäubung können unter anderem sein:
- die einsetzende Kavitation innerhalb der Düse,
- die Relaxation des Geschwindigkeitsprofils,
- die Turbulenz des Strahls,
- die Wechselwirkung mit dem Umgebungsgas,
- die Flüssigkeit in der Düse ist überkritisch.

Die Art und Weise, wie die Zerstäubung abläuft, kann aufgrund der verschiedenen Ursachen sehr verschiedenartig ausfallen (z. B. Abreißen von Flüssigkeitsfragmenten von der Strahloberfläche durch die Wechselwirkung mit dem Umgebungsgas oder plötzliches Auseinanderreißen des Strahls durch innere Turbulenzen). Daher ist der Verlauf der Stabilitätskurve für diesen Bereich in der Literatur nicht eindeutig. Es ist zudem schwer zu bestimmen, welcher Effekt gerade ausschlaggebend für den Zerfall ist. Die Düsengeometrie spielt in diesem Bereich eine noch entscheidendere Rolle als sie es ohnehin schon in den anderen Zerfallsbereichen tut. So kann die Verwendung spezieller Düsen dafür sorgen, dass die Flüssigkeit bereits zerstäubt aus der Düse kommt. Während die Verwendung kurzer zylindrischer Düsen eine Vergrößerung der Zerfallslänge herbeiführen, insbesondere kann in diesem Bereich bei solchen Düsen durch das Einsetzen eines „hydraulic flip“ die Zerfallslänge plötzlich stark zunehmen.

## Anwendung

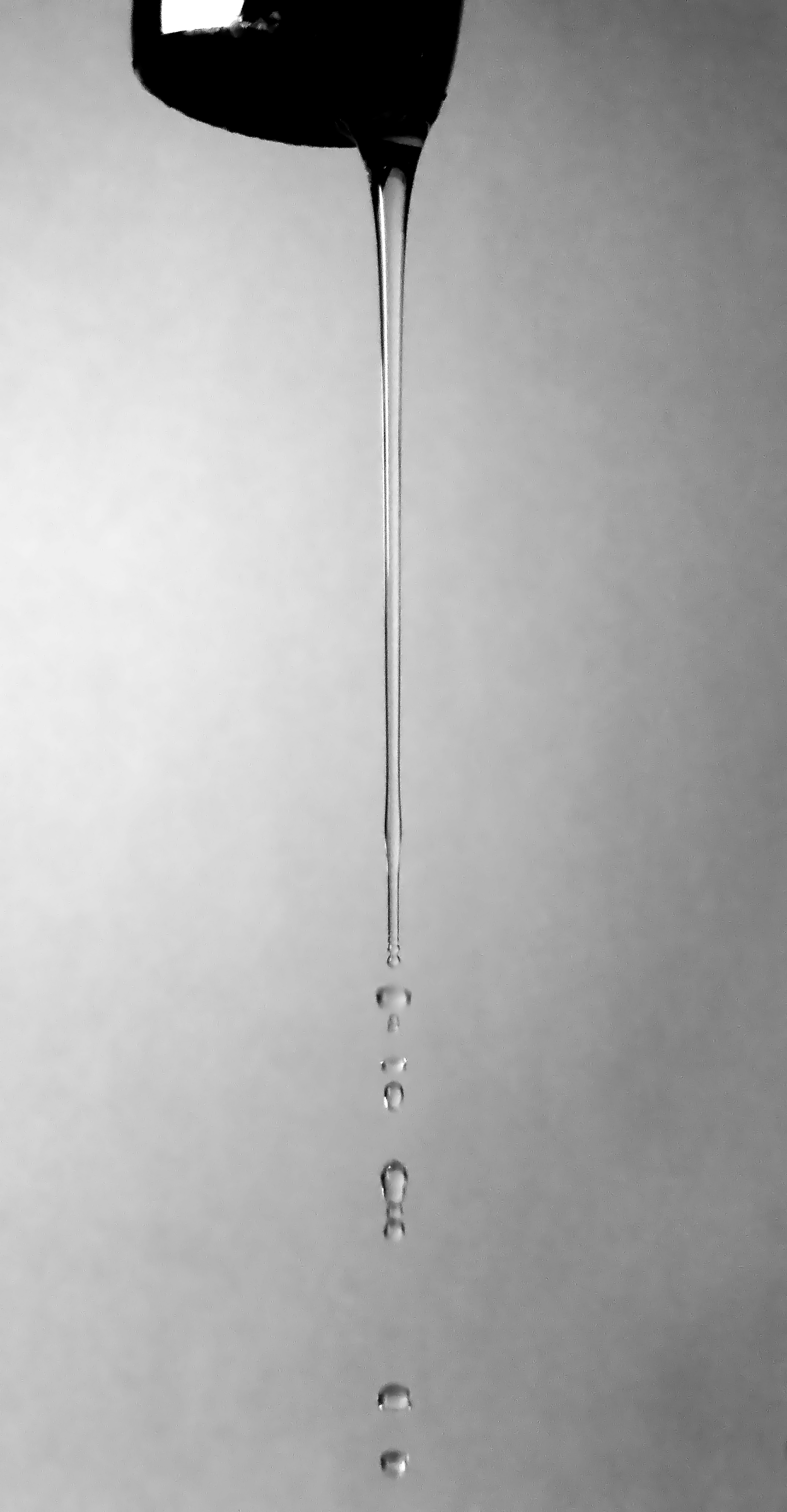
Ein Flüssigkeitsstrahl beim Ausströmen aus einem Wasserhahn, der dabei von einem kontinuierlichen Strahl zu einem Tröpfchenstrahl zerfällt.

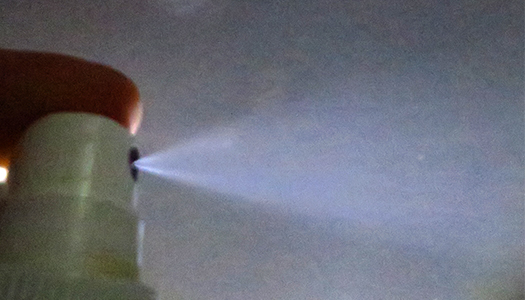
Ein Flüssigkeitsstrahl in Form eines divergenten Sprays

Flüssigkeitsstrahlen werden in vielfältigen Bereichen eingesetzt. Im Alltag findet man sie z. B. aus dem Wasserhahn kommend, der Duschbrause und aus Sprühdosen. In der Landwirtschaft spielen sie eine Rolle für die Bewässerung und für die Aufbringung von Pflanzenschutzmittel. Im Bereich der Medizin trifft man auf Flüssigkeitsstrahlen z. B. bei Injektionsvorgängen oder Inhalatoren. Die Industrie nutzt Flüssigkeitsstrahlen unter anderem als Schneidwerkzeug, bei der Beschichtung von Materialien oder beispielsweise in Kühltürmen. Unerlässlich sind zerstäubende Flüssigkeitsstrahlen für die Effizienz von Verbrennungsmotoren. Aber auch in der Forschung spielen sie eine entscheidende Rolle, zum Beispiel zur Untersuchung von Proteinen, Phasenübergänge, extremer Materiezustände, Laserplasmen, aber auch in Experimenten der Teilchenphysik.